# 黄毛卷花丹
黄毛卷花丹（学名：Scorpiothyrsus xanthotrichus）为野牡丹科卷花丹属下的一个种。

## 扩展阅读
- 維基物種上的相關：黄毛卷花丹